# Font de la Salut (Olot)
La Font de la Salut és una font d'Olot (Garrotxa) protegida com a Bé Cultural d'Interès Local.

## Descripció
Es tracta d'una font popular vinculada al barri de Sant Cristòfor i Mas Bernat. Després d'un recorregut a partir de mas Bernat s'arriba a una placeta davant la font. Té un raig obert a la manera de sobreeixidor i un broc més baix, quan el nivell no és tant abundós. L'aigua prové de les escorrenties del volcà Bisaroques i, per tant, l'atribució de propietats curatives i favorables li dona nom. Al costat de la font hi ha una petita fornícula amb la imatge de la Mare de Déu que dona nom al lloc. L'espai davanter, en forma de placeta està envoltat de molta vegetació i compta amb pedrissos i taules. Un espai circular, amb la paret que aguanta aquesta primera feixa respecte el riu, i en l'espai també hi ha una àrea de bars i taules de pedra.